# NGC 1657
NGC 1657 est une galaxie spirale intermédiaire (barrée ?) située dans la constellation de l'Éridan. NGC 1657 a été découverte par l'astronome français Édouard Stephan en 1881.

## Caractéristiques
Sa vitesse par rapport au fond diffus cosmologique est de 4 264 ± 3 km/s, ce qui correspond à une distance de Hubble de 62,9 ± 4,4 Mpc (∼205 millions d'al).
La classe de luminosité de NGC 1657 est II-III et elle présente une large raie HI.